# Малигін Володимир Ілліч
Володи́мир Іллі́ч Мали́гін (нар. 1 листопада 1948, Комунарськ) — радянський футболіст, захисник. По завершенні ігрової кар'єри — футбольний тренер.
Як гравець насамперед відомий виступами за клуби «Комунарець» та «Зоря», а також національну збірну СРСР.

## Клубна кар'єра
У дорослому футболі дебютував 1965 року виступами за команду клубу «Комунарець» з рідного Комунарська (сучасний Алчевськ), в якій провів чотири сезони.
1970 року перейшов до клубу «Зоря», за який відіграв 10 сезонів. Більшість часу, проведеного у складі «Зорі», був основним гравцем захисту команди. Завершив кар'єру футболіста виступами за команду «Зоря» Луганськ у 1980 році

## Виступи за збірну
1972 року дебютував в офіційних матчах у складі національної збірної СРСР. Протягом кар'єри у національній команді, яка тривала усього 1 рік, провів у формі головної команди країни 3 матчі.

## Кар'єра тренера
Розпочав тренерську кар'єру невдовзі по завершенні кар'єри гравця, 1981 року, увійшовши до тренерського штабу клубу «Зоря», в структурі якого довгі роки опікувався підготовкою молоді.
Наразі останнім місцем тренерської роботи був клуб «Авангард-Інтер», в якому Володимир Малигін був одним з тренерів головної команди до 2002 року.